# 費有浚
費有浚（1880年—1971年10月20日），號孟輿，四川省蓬安縣人（今石樑鄉），中华民国政治人物，1948年當選四川省第八選區立法委員。

## 生平
其父系清末稟生(廩膳生員)。費孟輿7歲發蒙，由其父教讀。
- 清光緒廿七年（1901年）入縣學。
- 清光緒廿八年（1902年）補為增生（增廣生員)
- 清光緒卅二年（1906年）舉丙午孝廉方正科職試一等。
- 清光緒卅三年（1907年）入京師法律學堂法律正科學習。
- 民國元年（1912年）至三年（1914年），費孟輿歷任四川軍政部參事，四川高等審判廳刑庭庭長，并任教於四川法政學校、共和大學、岷江法政學校、中華法律學堂、四川幫審員研究會、四川巡警教練所等處。
- 民國三年（1914年）下年至民國十六年（1927年），先後任安徽高等審判廳民庭庭長，北京大理院臨時庭民庭推事，安徽高等審判廳廳長，懷甯地方審判廳廳長，浙江杭縣地方審判廳廳長[1]等職。
- 民國十六年（1927年），辭職返鄉省親。
- 民國十七年（1928年），應張瀾之邀，任國立成都大學法律系主任教授。
- 民國十八年（1929年），四川省主席劉湘聘費有浚為四川高等法院第一分院(駐重慶)院長，費本不願赴任，張亦不願放行，劉湘電張瀾稱：“重慶華洋雜處，為收回領事裁判權，務請敦勸費教授赴渝就任。”由於國立成都大學經費需劉撥助，張瀾只好勸其赴任。
- 民國廿二年（1933年），費有浚出任四川高等法院院長。
- 民國廿四年（1935年），返重慶再次出任四川高等法院第一分院院長。
- 民國廿八年（1939年），出任西康省高等法院院長。
- 民國卅三年（1944年），費孟輿辭職。行前將該院結存現款500余萬元，及歷年存款利息，一一造冊移交。而返南充時，只得變賣衣物、家什，籌集路費，事被西康省主席劉文輝查知，感慨不已，派大貨車一輛，專程將費全家送回南充。
- 民國卅七年（1948年），費有浚當選四川省第八選區立法委員。
- 1953年，費孟輿被四川省人民政府聘為省文史館研究員。

歷任一至五屆南充市政協委員，二至四屆政協常委。
- 1957年，加入中國國民黨革命委員會。
- 1971年10月20日病逝。

## 審案經歷
西康其地有豪紳某，富甲一方，其子倚勢強姦民女劉某，被劉父抓獲，又擊斃劉父，搶走劉××。劉母具狀呈告，官府懼其勢，不敢受理。後劉母身披冤單，上控至西康高等法院，費親自提案勘審。豪紳家托軍政要人向費說情，賄以黃金20兩，鴉片200兩，懇其從寬發落。費不為所動，依法 將兇犯處決。
又有一青年教師秦某，在國民學校教書，因鼓動農民反抗地主，被當地豪紳視為眼中釘。適有劣紳某，為仇家暗殺，眾豪紳誣稱系秦某所為，地方法院據此將秦判處死刑。秦上訴高等法院，費直接審理，眾豪紳托人贈銀洋2000元，要求維持原判。費嚴詞拒收。經查明實情後，改判秦某無罪釋放。